# یک گروه دیگر از لس آنجلس
«یک گروه دیگر از لس آنجلس» (به انگلیسی: Just Another Band from L.A.) آلبومی از هنرمند اهل ایالات متحده آمریکا فرانک زاپا است که در سال ۱۹۷۲ میلادی منتشر شد.